# Hazel Plummer
Hazel Kathleen Plummer (née Downs ; 19 juin 1908 – 25 mai 2023) était une supercentenaire américaine. Elle était la personne la plus âgée connue vivant dans l'État du Massachusetts au moment de son décès. Son âge est validé par le Groupe de recherche en gérontologie (GRG).

## Biographie

### Jeunesse
Hazel Plummer est née sous le nom de Hazel Kathleen Downs à Somerville, dans le Massachusetts, aux États-Unis, le 19 juin 1908. Elle était la fille de Harry et Margaret (née Allison) Downs. Elle avait une sœur aînée, Grace, et deux frères aînés, Elmer et George. En 1906, avant la naissance de Plummer, George est décédé à l'âge d'un an. Plummer a grandi à une rue de son futur mari, Elmer, sans qu'ils le sachent à l'époque. Ils se marièrent en 1935 et eurent au moins deux enfants, Roger et David.
Après la quatrième, Plummer entra dans une école professionnelle pour devenir couturière. Elle travailla pour un créateur haut de gamme de Newbury Street à Boston, dans le Massachusetts. Après son mariage, elle éleva ses enfants tandis que son mari travaillait dans une aciérie, puis au rayon enfants d'un grand magasin. La famille déménagea à Littleton, dans le Massachusetts, en 1957, où Plummer vécut jusqu'à sa mort.

### Fin de vie
Après le décès soudain de son père à l'âge de 74 ans, sa mère vécut avec la famille pendant 22 ans, jusqu'à son décès à 94 ans. Après le décès de son mari en janvier 2000, Plummer vécut 17 ans dans son propre appartement au deuxième étage avant de déménager dans une maison de retraite à Littleton, dans le Massachusetts, à l'âge de 109 ans. À son 110e anniversaire en juin 2018, Plummer avait six petits-enfants et quatre arrière-petits-enfants.
Plummer est devenue la doyenne connue du Massachusetts après le décès de Dorothy Brown, âgée de 112 ans, le 26 novembre 2019. En janvier 2020, sa maison de retraite a célébré son accomplissement par une fête spéciale et elle a également reçu un message du gouverneur du Massachusetts, Charlie Baker.
Le 30 décembre 2020, à l'âge de 112 ans, Hazel Plummer a reçu sa première dose du vaccin Pfizer/BionTech, devenant ainsi l'une des personnes les plus âgées à avoir reçu le vaccin contre la Covid-19. Elle a fêté son 113e anniversaire le 19 juin 2021.
L'âge de Hazel Plummer a été validé par le GRG le 26 juin 2022, une semaine après son 114e anniversaire.
Hazel Plummer est décédée à Littleton, dans le Massachusetts, aux États-Unis, le 25 mai 2023, à l'âge de 114 ans et 340 jours, soit seulement 25 jours avant son 115e anniversaire.

## Records de longévité
Depuis le décès de Barbara Barton le 12 août 2022, Hazel Plummer était l'une des deux seules Américaines nées en 1908 encore en vie (l'autre étant Edith Ceccarelli). Depuis le décès de Bessie Hendricks le 3 janvier 2023, elle était l'une des trois seules Américaines nées avant 1909 encore en vie (les autres étant Maria Branyas Morera et Edith Ceccarelli), ainsi que l'une des trois Américaines nées sous la présidence de Theodore Roosevelt.
Hazel Plummer était la deuxième personne la plus âgée des États-Unis, après Edith Ceccarelli, et la troisième personne la plus âgée des États-Unis, après Maria Branyas Morera et Ceccarelli. Elle est également la deuxième personne la plus âgée du Massachusetts, après Bernice Madigan.
Au moment de sa mort, Hazel Plummer était classée comme la sixième personne vivante la plus âgée au monde dont l'âge est validé par le GRG, après Maria Branyas Morera, Fusa Tatsumi, Edith Ceccarelli, Tomiko Itooka et Inah Canabarro Lucas.